# 吉備津彦命

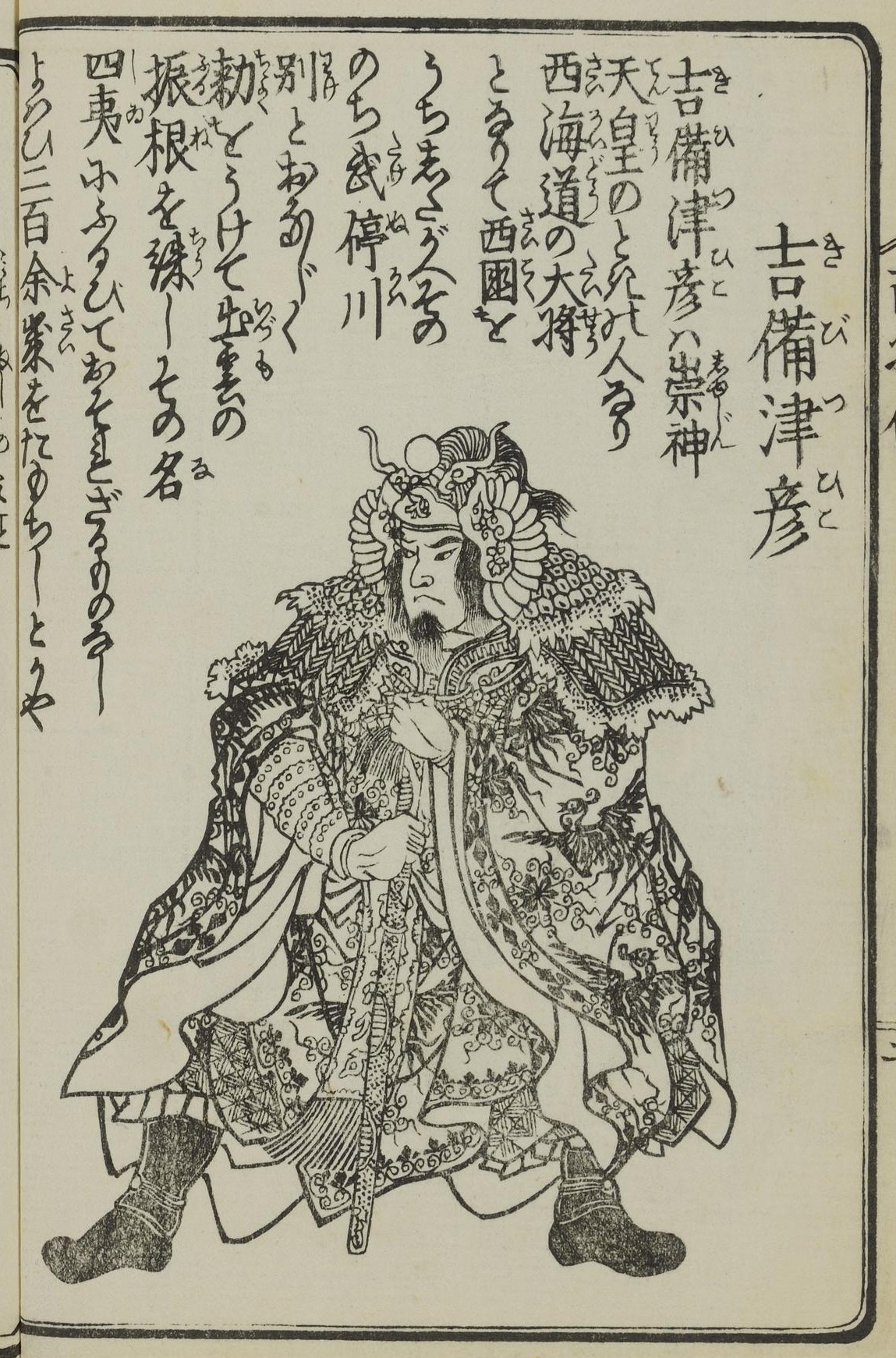
歌川国芳『日本百将伝』より吉備津彦の想像図

吉備津彦命（きびつひこのみこと）は、記紀等に伝わる古代日本の皇族。
第7代孝霊天皇皇子である。四道将軍の1人で、西道に派遣されたという。

## 名称
『日本書紀』『古事記』とも、「キビツヒコ」は亦の名とし、本来の名は「ヒコイサセリヒコ」とする。それぞれ表記は次の通り。
- 『日本書紀』
  - 本の名：彦五十狭芹彦命（ひこいさせりひこのみこと）
  - 亦の名：吉備津彦命（きびつひこのみこと）
- 『古事記』
  - 本の名：比古伊佐勢理毘古命（ひこいさせりひこのみこと）
  - 亦の名：大吉備津日子命（おおきびつひこのみこと）

そのほか、文献では「キビツヒコ」を「吉備都彦」とする表記も見られる。

## 系譜
『日本書紀』に基づく関係系図
|                     |        |        |        |        |        | 7 孝霊天皇  |             |             |             |             |             |                   |                   |                   |                   |                   |                   |                                        |                                        |                                        |                                        |                                        |                                        |          |          |          |          |          |          |  |  |  |  |  |  |  |  |  |  |  |  |  |  |  |  |  |  |
|                     |        |        |        |        |        |             |             |             |             |             |             |                   |                   |                   |                   |                   |                   |                                        |                                        |                                        |                                        |                                        |                                        |          |          |          |          |          |          |  |  |  |  |  |  |  |  |  |  |  |  |  |  |  |  |  |  |
|                     |        |        |        |        |        |             |             |             |             |             |             |                   |                   |                   |                   |                   |                   |                                        |                                        |                                        |                                        |                                        |                                        |          |          |          |          |          |          |  |  |  |  |  |  |  |  |  |  |  |  |  |  |  |  |  |  |
|                     |        |        |        |        |        | 8 孝元天皇  | 8 孝元天皇  | 8 孝元天皇  | 8 孝元天皇  | 8 孝元天皇  | 8 孝元天皇  | 倭迹迹日百襲媛命  | 倭迹迹日百襲媛命  | 倭迹迹日百襲媛命  | 倭迹迹日百襲媛命  | 倭迹迹日百襲媛命  | 倭迹迹日百襲媛命  | 彦五十狭芹彦命 （吉備津彦命） ［西道］ | 彦五十狭芹彦命 （吉備津彦命） ［西道］ | 彦五十狭芹彦命 （吉備津彦命） ［西道］ | 彦五十狭芹彦命 （吉備津彦命） ［西道］ | 彦五十狭芹彦命 （吉備津彦命） ［西道］ | 彦五十狭芹彦命 （吉備津彦命） ［西道］ | 稚武彦命 | 稚武彦命 | 稚武彦命 | 稚武彦命 | 稚武彦命 | 稚武彦命 |  |  |  |  |  |  |  |  |  |  |  |  |  |  |  |  |  |  |
|                     |        |        |        |        |        | 8 孝元天皇  | 8 孝元天皇  | 8 孝元天皇  | 8 孝元天皇  | 8 孝元天皇  | 8 孝元天皇  | 倭迹迹日百襲媛命  | 倭迹迹日百襲媛命  | 倭迹迹日百襲媛命  | 倭迹迹日百襲媛命  | 倭迹迹日百襲媛命  | 倭迹迹日百襲媛命  | 彦五十狭芹彦命 （吉備津彦命） ［西道］ | 彦五十狭芹彦命 （吉備津彦命） ［西道］ | 彦五十狭芹彦命 （吉備津彦命） ［西道］ | 彦五十狭芹彦命 （吉備津彦命） ［西道］ | 彦五十狭芹彦命 （吉備津彦命） ［西道］ | 彦五十狭芹彦命 （吉備津彦命） ［西道］ | 稚武彦命 | 稚武彦命 | 稚武彦命 | 稚武彦命 | 稚武彦命 | 稚武彦命 |  |  |  |  |  |  |  |  |  |  |  |  |  |  |  |  |  |  |
|                     |        |        |        |        |        |             |             |             |             |             |             |                   |                   |                   |                   |                   |                   |                                        |                                        |                                        |                                        |                                        |                                        |          |          |          |          |          |          |  |  |  |  |  |  |  |  |  |  |  |  |  |  |  |  |  |  |
|                     |        |        |        |        |        | 9 開化天皇  | 9 開化天皇  | 9 開化天皇  | 9 開化天皇  | 9 開化天皇  | 9 開化天皇  | 大彦命 ［北陸］   | 大彦命 ［北陸］   | 大彦命 ［北陸］   | 大彦命 ［北陸］   | 大彦命 ［北陸］   | 大彦命 ［北陸］   | 武埴安彦命                             | 武埴安彦命                             | 武埴安彦命                             | 武埴安彦命                             | 武埴安彦命                             | 武埴安彦命                             |          |          |          |          |          |          |  |  |  |  |  |  |  |  |  |  |  |  |  |  |  |  |  |  |
|                     |        |        |        |        |        | 9 開化天皇  | 9 開化天皇  | 9 開化天皇  | 9 開化天皇  | 9 開化天皇  | 9 開化天皇  | 大彦命 ［北陸］   | 大彦命 ［北陸］   | 大彦命 ［北陸］   | 大彦命 ［北陸］   | 大彦命 ［北陸］   | 大彦命 ［北陸］   | 武埴安彦命                             | 武埴安彦命                             | 武埴安彦命                             | 武埴安彦命                             | 武埴安彦命                             | 武埴安彦命                             |          |          |          |          |          |          |  |  |  |  |  |  |  |  |  |  |  |  |  |  |  |  |  |  |
|                     |        |        |        |        |        |             |             |             |             |             |             |                   |                   |                   |                   |                   |                   |                                        |                                        |                                        |                                        |                                        |                                        |          |          |          |          |          |          |  |  |  |  |  |  |  |  |  |  |  |  |  |  |  |  |  |  |
| 彦坐王              | 彦坐王 | 彦坐王 | 彦坐王 | 彦坐王 | 彦坐王 | 10 崇神天皇 | 10 崇神天皇 | 10 崇神天皇 | 10 崇神天皇 | 10 崇神天皇 | 10 崇神天皇 | 武渟川別 ［東海］ | 武渟川別 ［東海］ | 武渟川別 ［東海］ | 武渟川別 ［東海］ | 武渟川別 ［東海］ | 武渟川別 ［東海］ |                                        |                                        |                                        |                                        |                                        |                                        |          |          |          |          |          |          |  |  |  |  |  |  |  |  |  |  |  |  |  |  |  |  |  |  |
| 彦坐王              | 彦坐王 | 彦坐王 | 彦坐王 | 彦坐王 | 彦坐王 | 10 崇神天皇 | 10 崇神天皇 | 10 崇神天皇 | 10 崇神天皇 | 10 崇神天皇 | 10 崇神天皇 | 武渟川別 ［東海］ | 武渟川別 ［東海］ | 武渟川別 ［東海］ | 武渟川別 ［東海］ | 武渟川別 ［東海］ | 武渟川別 ［東海］ |                                        |                                        |                                        |                                        |                                        |                                        |          |          |          |          |          |          |  |  |  |  |  |  |  |  |  |  |  |  |  |  |  |  |  |  |
| 丹波道主命 ［丹波］ |        |        |        |        |        |             |             |             |             |             |             |                   |                   |                   |                   |                   |                   |                                        |                                        |                                        |                                        |                                        |                                        |          |          |          |          |          |          |  |  |  |  |  |  |  |  |  |  |  |  |  |  |  |  |  |  |

第7代孝霊天皇と、妃の倭国香媛（やまとのくにかひめ、絙某姉、意富夜麻登玖邇阿礼比売命）との間に生まれた皇子である。
同母兄弟姉妹として、『日本書紀』によると倭迹迹日百襲媛命（夜麻登登母母曽毘売）、倭迹迹稚屋姫命（倭飛羽矢若屋比売）があり、『古事記』では2人に加えて日子刺肩別命の名を記載する。異母兄弟のうちでは、同じく吉備氏関係の稚武彦命（若日子建吉備津日子命）が知られる。
子に関して、『日本書紀』『古事記』には記載はない。

## 記録
『日本書紀』崇神天皇10年9月9日条では、吉備津彦を西道に派遣するとあり、同書では北陸に派遣される大彦命、東海に派遣される武渟川別、丹波に派遣される丹波道主命とともに「四道将軍」と総称されている。
同書崇神天皇9月27日条によると、派遣に際して武埴安彦命とその妻の吾田媛の謀反が起こったため、五十狭芹彦命（吉備津彦命）が吾田媛を、大彦命と彦国葺が武埴安彦命を討った。その後、四道将軍らは崇神天皇10年10月22日に出発し、崇神天皇11年4月28日に平定を報告したという。
また同書崇神天皇60年7月14日条によると、天皇の命により吉備津彦と武渟川別は出雲振根を誅殺している。
『古事記』では『日本書紀』と異なり、孝霊天皇の時に弟の若日子建吉備津彦命（稚武彦命）とともに派遣されたとし、針間（播磨）の氷河之前（比定地未詳）に忌瓮（いわいべ）をすえ、針間を道の口として吉備国平定を果たしたという。崇神天皇段では派遣の説話はない。

## 墓・霊廟

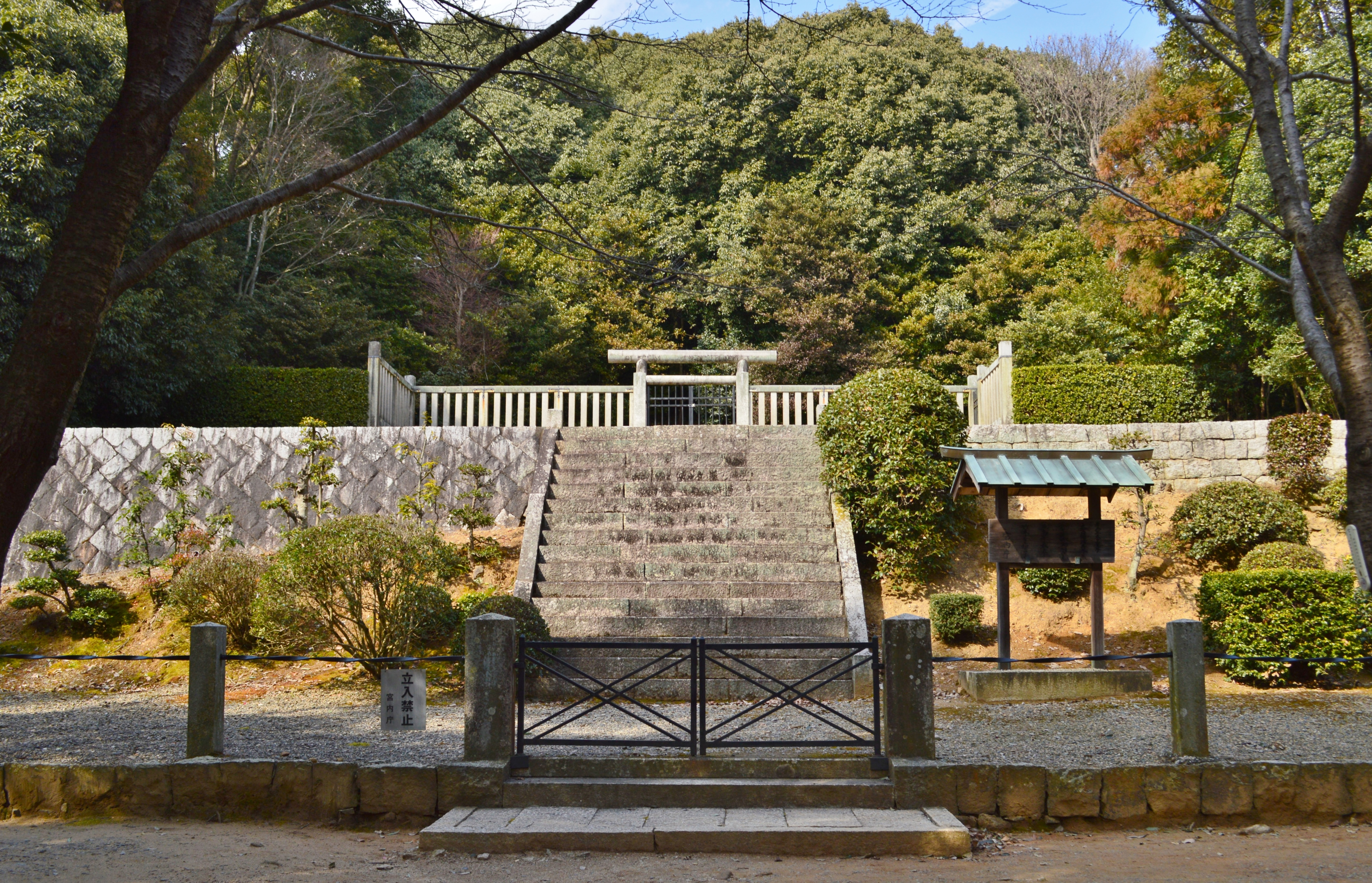
宮内庁治定の大吉備津彦命墓
（岡山県岡山市の中山茶臼山古墳）

墓は、宮内庁により岡山県岡山市北区吉備津にある大吉備津彦命墓（おおきびつひこのみことのはか、北緯34度39分58.22秒 東経133度51分17.33秒）に治定されている。宮内庁上の形式は前方後円。遺跡名は「中山茶臼山古墳」で、吉備の中山の山上に位置する墳丘長108メートルの前方後円墳である。
また、吉備の中山の麓の吉備津神社（岡山県岡山市、備中国一宮、北緯34度40分14.61秒 東経133度51分2.26秒）は、国史にも見える吉備津彦命の霊廟として知られる。同社の国史での初見は『続日本後紀』承和14年（847年）10月22日条で、「吉備津彦命神」に対して従四位下の神階が授けられたというが、のちに神階は位階（○位）から品位（○品）へと変わり、貞観元年（859年）1月27日に二品まで昇っている。品位（一般には親王に対する位）を神階に使用する例は少なく、全国でも吉備津彦命のほか八幡神・八幡比咩神（大分県宇佐市の宇佐神宮）、伊佐奈岐命（兵庫県淡路市の伊弉諾神宮）の4神のみで、吉備津彦命と一般諸神との神格の違いが指摘される。この吉備津神社社伝では、吉備津彦命は吉備の中山の麓に茅葺宮を建てて住み、281歳で亡くなり山頂に葬られたという。
以上の吉備津神社の存在から、吉備津彦命が古くは「吉備政権」構成諸部族から始祖に位置づけられたとする説もある。また吉備の中山の北東麓では、同じく吉備津彦命を祀る吉備津彦神社（岡山県岡山市、備前国一宮）が知られる。

## 後裔

### 氏族
『日本書紀』では吉備津彦命の後裔氏族に関する記載はなく、弟の稚武彦命を吉備臣（吉備氏）祖とする。一方『古事記』では、吉備津彦命を吉備上道臣の祖、稚武彦命を吉備下道臣・笠臣の祖とする。
また『続日本紀』天平神護元年（765年）5月20日条では、播磨国賀古郡の馬養造人上が、「仁徳天皇の御宇に、吉備津彦の苗裔の上道臣息長借鎌が播磨国賀古郡印南野に住み、その6世孫の上道臣牟射志が聖徳太子に仕えて馬司に任ぜられたので、『庚午年籍』では馬養造とされたが、これは誤りであるから、印南野臣の姓を賜りたい」と言上し、「印南野臣」が賜姓されている。
『新撰姓氏録』では、次の氏族が後裔として記載されている。
- 和泉国未定雑姓 椋椅部首 - 吉備津彦五十狭芹命の後。

### 国造
『先代旧事本紀』「国造本紀」では、次の国造が後裔として記載されている。
- 国前国造 - 志賀高穴穂朝（成務天皇）の御世に吉備臣同祖の吉備都命六世孫の午佐自命を国造に定める、という。のちの豊後国国埼郡国前郷周辺にあたる[8]。
- 葦分国造 - 纏向日代朝（景行天皇）の御世に吉備津彦命の子の三井根子命を国造に定める、という。のちの肥後国葦北郡葦北郷周辺にあたる[9]。

## 伝承・信仰

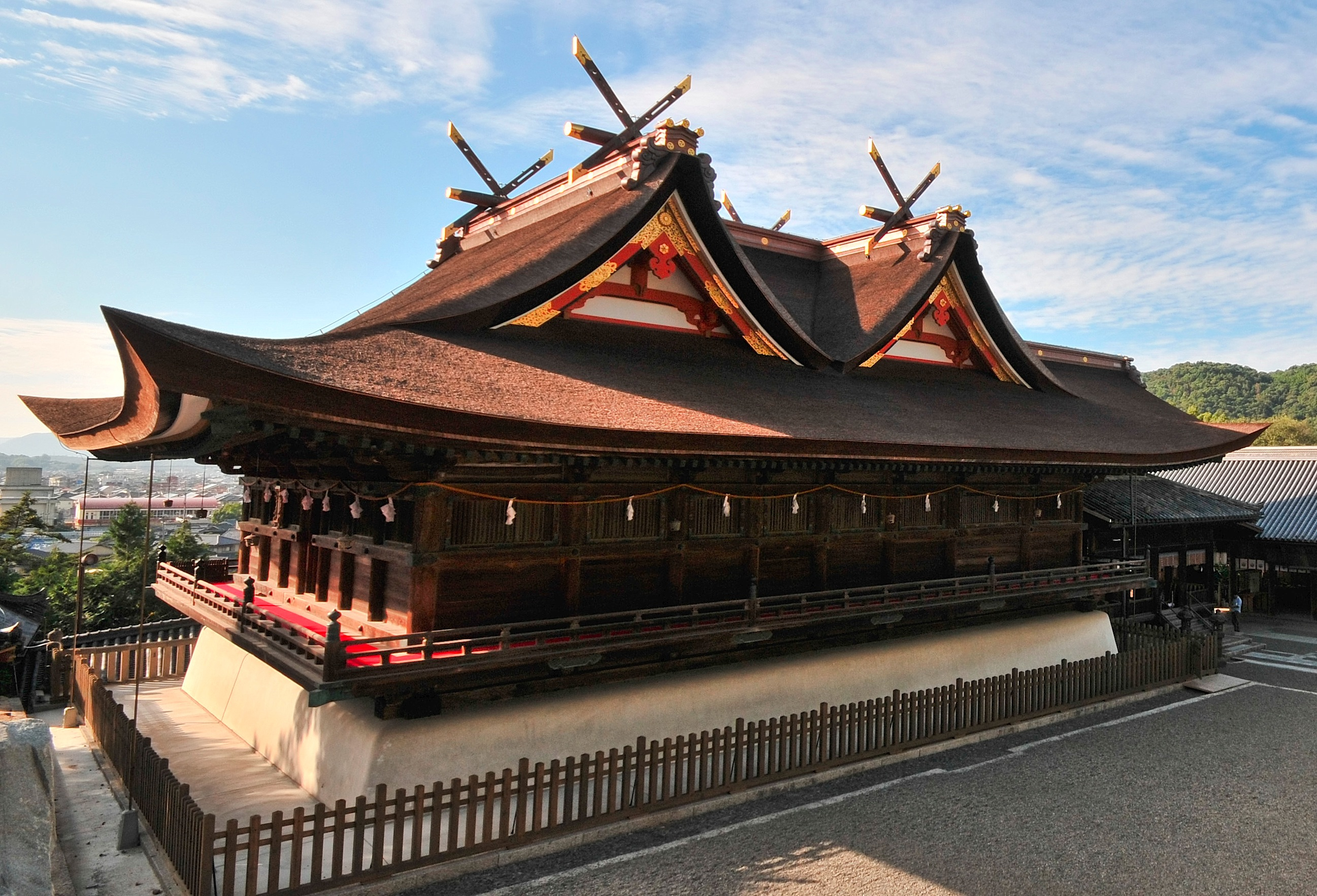
吉備津神社（岡山県岡山市）

上述の吉備津神社（岡山県岡山市、備中国一宮）の縁起として、吉備津彦命が吉備平定にあたって温羅（うら・うんら・おんら）という鬼を討ったという伝承が岡山県を中心として広く知られる。これによると、温羅は鬼ノ城に住んで地域を荒らしたが、吉備津彦命は犬飼健命（いぬかいたけるのみこと）・楽々森彦命（ささもりひこのみこと）・留玉臣命（とめたまおみのみこと）という3人の家来とともに討ち、その祟りを鎮めるために温羅の首を吉備津神社の釜の下に封じたという。この伝説は物語「桃太郎」のモチーフになったともいわれる。吉備地域には伝説の関係地が多く伝わっているほか、伝説に関連する吉備津神社の鳴釜神事は上田秋成の『雨月物語』中の「吉備津の釜」においても記されている（詳細は「温羅」を参照）。
この伝承では、温羅は討伐される側の人物として記述される。しかし、吉備は「真金（まかね）吹く吉備」という言葉にも見えるように古くから鉄の産地として知られることから、温羅は製鉄技術をもたらして吉備を繁栄させた渡来人であるとする見方や、鉄文化を象徴する人物とする見方もある。また、吉備津神社の本来の祭神を温羅と見る説もあり、その中でヤマト王権に吉備が服属する以前の同社には吉備の祖神、すなわち温羅が祀られていたとし、服属により祭神がヤマト王権系の吉備津彦命に入れ替わったという説もある。
全国の吉備津彦命を祀る代表的な神社は次の通り。
- 吉備津神社（岡山県岡山市） - 備中国一宮。吉備津彦信仰の総本社。
- 吉備津彦神社（岡山県岡山市） - 備前国一宮。
- 吉備津神社（広島県福山市） - 備後国一宮。
- 田村神社（香川県高松市） - 讃岐国一宮。
- 吉備津神社 - 岡山県周辺に分布。
- 御崎神社（みさきじんじゃ/おんざきじんじゃ） - 岡山県周辺に分布。
- 艮御崎神社（うしとらみさきじんじゃ/うしとらおんざきじんじゃ） - 岡山県周辺に分布。

なお、吉備津彦の三人の家来については別説に｢犬養縣主（犬）｣｢猿女君（猿）｣｢鳥飼臣（雉）」という豪族だという説もある。犬養縣主ゆかりの神社が岡山県笠岡市の「縣主神社」、猿女君ゆかりの神社は岡山市北区の「鼓神社」（二宮鼓神社）、鳥飼臣ゆかりの神社は岡山県都窪郡早島町の「鶴崎神社」がある。

美作国式内社天石門別神社には崇神天皇の御代、吉備津彦命が吉備地方平定報賽のため自ら鎮斎したという伝承が残されている。